# 斯坦·克伦克
伊诺斯·斯坦利·克伦克（英語：（/ˈkroʊŋki/），1947年7月29日—）是美国亿万富商。他是克伦克体育娱乐公司老板，该控股公司拥有英超阿森纳足球俱乐部和女子超级联赛阿森纳女足、NFL洛杉矶公羊、NBA丹佛掘金、NHL科罗拉多雪崩、MLS科罗拉多急流、NLL科罗拉多猛犸、守望先锋联赛洛杉矶角斗士以及使命召唤联赛洛杉矶游击。